# Campionati del mondo di ciclismo su strada 1995 - Cronometro maschile Elite
La cronometro maschile Elite dei Campionati del mondo di ciclismo su strada 1995 è stata corsa il 4 ottobre in Colombia, con partenza da Paipa ed arrivo a Tunja, su un percorso di 43 km. L'oro andò allo spagnolo Miguel Indurain che vinse con il tempo di 55'30"4 alla media di 46,481 km/h, argento all'altro spagnolo Abraham Olano e terzo il tedesco Uwe Peschel a completare il podio.
Partenza con 64 ciclisti, dei quali 60 completarono la cronometro.

## Classifica
| Pos. | Corridore          | Squadra       | Tempo    |
| ---- | ------------------ | ------------- | -------- |
| 1    | Miguel Indurain    | Spagna        | 55'30"4  |
| 2    | Abraham Olano      | Spagna        | a 48"7   |
| 3    | Uwe Peschel        | Germania      | a 2'03"5 |
| 4    | Dubán Ramírez      | Colombia      | a 3'12"2 |
| 5    | Igor Bonciucov     | Moldavia      | a 3'33"2 |
| 6    | Erik Breukink      | Paesi Bassi   | a 3'41"9 |
| 7    | Zenon Jaskuła      | Polonia       | a 3'42"3 |
| 8    | Mike Engleman      | Stati Uniti   | a 3'50"6 |
| 9    | Maurizio Fondriest | Italia        | a 3'55"8 |
| 10   | Jan Karlsson       | Svezia        | a 4'13"8 |
| 11   | Brett Dennis       | Australia     | a 04'37" |
| 12   | Thierry Marie      | Francia       | a 04'37" |
| 13   | Artūras Kasputis   | Lituania      | a 04'38" |
| 14   | Andrea Chiurato    | Italia        | a 04'44" |
| 15   | Steve Hegg         | Stati Uniti   | a 04'47" |
| 16   | Deane Rogers       | Australia     | a 04'53" |
| 17   | Javier Zapata      | Colombia      | a 05'03" |
| 18   | Rolf Aldag         | Germania      | a 05'21" |
| 19   | Peter Nielsen      | Danimarca     | a 05'36" |
| 20   | Ruslan Ivanov      | Moldavia      | a 05'37" |
| 21   | Graeme Obree       | Gran Bretagna | a 05'46" |
| 22   | Cássio Freitas     | Brasile       | a 05'51" |
| 23   | Roland Green       | Canada        | a 06'03" |
| 24   | Jesús Zárate       | Messico       | a 06'13" |
| 25   | Miroslav Liptak    | Slovacchia    | a 06'25" |
| 26   | Robert Pintarič    | Slovenia      | a 06'35" |
| 27   | Frans Maassen      | Paesi Bassi   | a 06'37" |
| 28   | Philipp Buschor    | Svizzera      | a 06'48" |
| 29   | Matthew Brick      | Nuova Zelanda | a 06'50" |
| 30   | Igor' Pruckich     | Russia        | a 06'58" |
| 31   | Dietmar Muller     | Australia     | a 07'01" |
| 32   | Csaba Szekeres     | Ungheria      | a 07'14" |
| 33   | Dmitrij Sedun      | Russia        | a 07'16" |
| 34   | Tomasz Brożyna     | Polonia       | a 07'17" |
| 35   | Pascal Lance       | Francia       | a 07'23" |
| 36   | Oleg Klevtsov      | Armenia       | a 07'27" |
| 37   | Jacques Landry     | Canada        | a 07'47" |
| 38   | László Bodrogi     | Ungheria      | a 07'48" |
| 39   | Philip Collins     | Irlanda       | a 08'00" |
| 40   | Robert Berein      | Austria       | a 08'01" |
| 41   | Allen Andersson    | Svezia        | a 08'28" |
| 42   | Romāns Vainšteins  | Lettonia      | a 08'44" |
| 43   | Serhij Hončar      | Ucraina       | a 09'05" |
| 44   | Takayuki Kakinoki  | Giappone      | a 09'26" |
| 45   | George Portelanos  | Grecia        | a 09'52" |
| 46   | Gert van Vliet     | Aruba         | a 11'11" |
| 47   | Nico Mattan        | Belgio        | a 11'19" |
| 48   | Robert Nagy        | Slovacchia    | a 12'36" |
| 49   | Wong Kam Po        | Hong Kong     | a 13'07" |
| 50   | Martin Du Plessis  | Namibia       | a 13'08" |
| 51   | Ihar Patenka       | Bielorussia   | a 13'10" |
| 52   | Aleides Caballero  | Panama        | a 17'17" |
| 53   | Dennis Brooks      | Isole Cayman  | a 20'12" |
| 54   | Stefan Baraud      | Isole Cayman  | a 20'17" |
| 55   | Eustace Dooke      | Saint Lucia   | a 20'18" |
| 56   | Sylvester James    | Saint Lucia   | a 22'25" |
| 57   | Jorge Heilbron     | Panama        | a 22'56" |
| 58   | Cheong Wai-Chong   | Macao         | a 24'08" |
| 59   | Juno Voltaire      | Haiti         | a 26'36" |
| 60   | Jean Louis Serge   | Haiti         | a 29'03" |
| -    | Domingo González   | Messico       | DNF      |
| -    | Kari Myyryläinen   | Finlandia     | DNF      |
| -    | Kang Byung-soo     | Corea del Sud | DNF      |
| -    | Brian Holm         | Danimarca     | DNF      |